# Rinorea breteleri
Rinorea breteleri är en violväxtart som beskrevs av Achound.. Rinorea breteleri ingår i släktet Rinorea och familjen violväxter. Inga underarter finns listade i Catalogue of Life.